# Ростовский комбинат шампанских вин
ООО «Ростовский комбинат шампанских вин» — предприятие по производству шампанских и игристых вин, располагавшееся ранее в Ростове-на-Дону.

## История
Ростовский-на-Дону завод Шампанских вин был построен в соответствии с Постановлением ЦК ВКП(б) и Совнаркома СССР от 28 июля 1936 года «О производстве Советского шампанского, десертных и столовых вин».
В 1937 году пущена 1-я очередь завода, смонтированная в основном из импортного французского оборудования. Мощность её составила 500 тысяч бутылок шампанского в год.
В 1938 году закончилось строительство 2-й очереди, в 1939 году — 3-й, которые довели мощность завода до полной проектной мощности выпуска в год — 3 миллионов бутылок шампанского.
В то время завод вырабатывал шесть сортов шампанского вина: сухое, полусухое, полусладкое, сладкое, мускатное и цимлянское игристое. В 1940 году в связи с ростом винодельческой техники и сырьевой базы была достигнута высокая производительность труда, вместо 3 миллионов завод произвел 4 миллиона 200 тысяч бутылок шампанского.
В период временной оккупации Ростова-на-Дону во время Великой Отечественной войны заводу был нанесен ущерб в 85 миллионов рублей. В феврале 1943 года, когда враг находился еще в 60 километрах от города, началось восстановление завода. В конце 1944 года завод был восстановлен на мощность 1 миллион бутылок и дал первый выпуск советского шампанского.
Тридцатого сентября 1948 года завод выведен на полную довоенную мощность выпуска 3 миллиона бутылок шампанского в год.
В 1961—1964 гг. основной продукцией завода было Советское шампанское и Цимлянское игристое. В 1960-е годы ростовское шампанское начали экспортировать в ГДР, Венгрию, Польшу, Чехословакию и Югославию и другие страны.
Тридцать первого марта 1970 года Ростовский завод шампанских вин был объединён с Ростовским опытно-экспериментальным винзаводом. С этого момента он стал называться Ростовским комбинатом шампанских вин.
В период с 1986 по 1992 года комбинат выпускал: советское шампанское, розовое игристое, Ростовское игристое, мускат «Донской игристый», «Херес».
В 2020 году сотрудников завода предупредили о закрытии, в январе 2021 года предприятие закрылось, причиной тому называют закон о виноградарстве и виноделии, который вступил в силу 26 июня 2020 года. Дело в том, что у предприятия нет собственных виноградников, свою продукцию он производил из привозного сырья, импортированного из-за рубежа.
Косвенно это подтверждает и статистика прошлого года. Выпуск игристых вин сократился в 2020 году сразу в 1,6 раза, а винных напитков — в 1,7 раза. Предполагается, что причина таких объемов падения производства кроется как раз в поставках виноматериалов из-за границы.
Однако некоторые эксперты говорят о том, что территория «Ростовского комбината шампанских вин» является очень привлекательной для жилой застройки. Земля здесь стоит до 50-70 млн. рублей за гектар. Рядом уже идёт возведение крупного микрорайона «Красный Аксай». На той же территории уже идет застройка на земле, ранее принадлежавшей ЗАО «Рабочий».

## Производство
Мощность комбината составляет 13 миллионов бутылок в год.
На комбинате функционируют 3 цеха основного производства.
Цех виноматериалов рассчитан на хранение виноматериалов, поступающих от винодельческих хозяйств. Шампанские виноматериалы из традиционных сортов винограда Алиготе, Рислинг, Совиньон, Шардоне комбинат закупает в винодельческих хозяйствах Дона, Ставропольского и Краснодарского краев, а также стран СНГ и Европы.
Цех шампанизации оснащен акратофорами для вторичного брожения и линиями непрерывной шампанизации. На Комбинате впервые в стране начали производить шампанские и игристые вина в металлических резервуарах — акратофорах Фролова-Багреева. В 1964 году введен непрерывный метод шампанизации, который и по сей день используется на комбинате. Созревание шампанских и игристых вин происходит в непрерывном потоке в больших емкостях (акратофорах) при постоянном давлении (5—6 кгс/см2). В результате брожения шампанские и игристые вина естественным образом насыщаются углекислотой.
Цех розлива и отделки оснащен тремя линиями розлива. Производительность линии розлива шампанских и игристых вин 10 тысяч бутылок/ч.